# VideoLAN
VideoLAN é um projeto que desenvolve software para a reprodução de outros formatos de mídia de vídeo e através de uma rede de área local (LAN). Originalmente desenvolvido dois programas para a mídia de streaming, VideoLAN Cliente (VLC) e VideoLAN Server (VLS), mas a maioria das funcionalidades do VLS foram incorporadas ao VLC, com o resultado renomeado VLC media player.
O projeto começou como um esforço de um estudante da École Centrale Paris (França), mas após a liberação do software sob GNU General Public License software livre/código aberto, o projeto está agora multinacional com uma equipe de desenvolvimento que abrange 20 países.
O atual presidente da organização sem fins lucrativos VideoLAN que mantém o site do projeto é Jean-Baptiste Kempf, que é também um dos desenvolvedores do projeto.

## Projetos

### VLC
VLC (VideoLAN Client) é um player multimídia portável, o codificador, e o streamer de suporte a muitos áudios e vídeos codecs e formatos de arquivo, bem como DVDs, VCDs, e vários protocolos de streaming. É capaz de transmitir de rede e de transcodificar arquivos multimídia e salvá-los em vários formatos. Ele é um dos players mais independentes de plataforma disponível, com versões para Microsoft Windows, Chrome OS, Mac OS X, Linux, Android, OS/2, iOS, BeOS, Syllable, BSD, MorphOS, Solaris e Sharp Zaurus, é amplamente utilizado com mais de 300 milhões de downloads em novembro em 2009. 

### VLMC
VLMC (VideoLAN Movie Creator) é multiplataforma, não linear, software aplicativo de edição de vídeo baseado no VLC Media Player. O software ainda está no início do desenvolvimento. A última versão é 0.2.0 (lançado 2014/10/30), lançado sob a licença GPLv2.

### VLS
O VLS (VideoLAN Server) projeto foi originalmente destinado a ser utilizado como um servidor para streaming de vídeos. Mas agora, ele foi fundido com o projeto VLC e o uso do VLS não é incentivado.

### Codecs
O projeto VideoLAN também hospeda vários decodificadores de áudios/vídeos e bibliotecas de descriptografia, como a libdvdcss que permite que o conteúdo CSS protegida nos DVDs para ser descodificado, x264, que pode codificar vídeo H.264/MPEG-4 AVC, libdca que pode decodificar áudio DTS e o repositório git do framework multimídia FFmpeg.

### VLMa
Um novo projeto foi desenvolvido, chamado VLMa (VideoLAN Manager). VLMa é um aplicativo para gerenciar transmissões de canais de televisão, recebidos através de meios digitais terrestres ou via satélite. Sua interface é fornecida como um web-site escrito em Java. Ele também é capaz de streaming de arquivos de áudio e vídeo. VLMa consiste em um daemon (chamado VLMad) e uma interface web (chamado VLMaw). VLMa é liberado sob a licença GNU General Public como o VLC media player.

### VLC media player Skin Editor
O VLC Skin Editor é um programa simples desenvolvido pela VideoLAN. A interface simples permite que os usuários criem novas skins para o VLC media player sem o conhecimento do Sistema de XML VLC Skins2. O programa permite aos usuários mudar características na janela principal, a janela de lista de reprodução, e da janela do equalizador. A versão atual é 2.0.8 e pode ser baixado no site da videolan.org.

## O uso comercial
Em maio de 2008, Neuros Technology e Texas Instruments começaram a trabalhar em um porte do VideoLAN na sua próxima geração set-top box aberto. 